# Plaza de Alfaro
La plaza de Alfaro es un espacio público de la ciudad española de Sevilla, ubicada en el barrio de Santa Cruz, en el casco histórico de la ciudad.

## Descripción
La plaza, cercana a la de Santa Cruz, tiene entradas por las calles Lope de Rueda y Agua. Recuerda con el título a una familia de ese apellido que vivió allí. Aparece descrita en la Noticia histórica del origen de los nombres de las calles de esta ciudad de Sevilla (1839) de Félix González de León con las siguientes palabras:

Plaza de Alfaro. En el cuartel B. parroquia de Sta. Cruz, á la bajada de la calle de Barrabás, hácia la plaza de Sta. Cruz, está esta pequeña plazoleta que tiene el nombre de los Caballeros de este apellido, que tuvieron alli su casa. Es pequeña, está junto á un pedazo de la muralla de la ciudad, y en medio hay una cruz grande sobre su peana de material.
(González de León, 1839, p. 18)